# Dequede (Osterburg)
Dequede gehört zur Ortschaft Krevese und ist ein Ortsteil der kreisangehörigen Hansestadt Osterburg (Altmark) im Landkreis Stendal in Sachsen-Anhalt.

## Geographie
Dequede, ein Straßendorf mit Kirche, liegt sieben Kilometer nordwestlich der Stadt Osterburg in der Altmark.
Nachbarorte sind Bretsch im Westen, Priemern im Nordwesten, Losse im Norden, Drüsedau und Lindhof im Nordosten, Polkern im Südosten, Krevese im Süden und Röthenberg im Südwesten.
Zur Gemarkung Dequede gehören neben Dequede auch Röthenberg und Polkern. Der größte Teil der Gemarkung ist Teil des Landschaftsschutzgebietes „Ostrand der Arendseer Hochfläche“.

## Geschichte

### Mittelalter bis Neuzeit
Im Jahre 1272 wird der Kanoniker Arnoldo de Dequede als Zeuge in Stendal in einer Urkunde aufgeführt. Zur gleichen Zeit war ein Ludwig Dequeden Vizelandmeister des deutschen Ordens in Preußen, beide werden der Familie Dequede zugerechnet, die sich nach ihrem Stammsitz Dequede benannt hatte.
Die erste schriftliche Erwähnung des Ortes Dequede stammt erst aus dem Jahre 1541 als Dequedt. Im Abschied der Kirchenvisitation wird das Kloster Kreverse als Collator aufgeführt, welches auch für die Seelsorge von 40 Kommunikanten in der Kirche zuständig ist. Es gilt als sicher, dass Dequede spätestens seit dem ausgehenden Mittelalter eines der dreizehn Eigendörfer des Klosters Krevese war. Weitere Nennungen sind 1608 Dechwede, 1687 Dequede, 1804 gibt es im Dorf Dequede zwei Ölmühlen.

### Ersterwähnung 1238
Moritz Wilhelm Heffter, der Bearbeiter des Registers zum Codex diplomaticus Brandenburgensis ordnet die Angabe Berquide iuxta Calve von 1238 Dequede zu. Der Historiker Peter P. Rohrlach widerspricht dem. Peter Wilhelm Behrens schrieb bereits 1841 „Berquide bei Kalbe ist jetzt eine wüste Dorfstätte“.

### Herkunft des Ortsnamens
Ernst Haetge meint der Name sei deutschen Ursprungs und bedeutet „Teichquelle“, abgeleitet aus „wad“, „waed“, „wede“ für „Quellsumpf“. Der Name könnte in Bezug zu drei Teichen im Dorf stehen, dessen größter bis in das 20. Jahrhundert existierte.

### Landwirtschaft
Bei der Bodenreform wurden 1945 ermittelt: eine Besitzung über 100 Hektar, die 147 Hektar umfasste, 20 Besitzungen unter 100 Hektar hatten zusammen 308 Hektar, zwei Kirchenbesitzungen zusammen 42 Hektar. Enteignet wurde das Rittergut Röthenberg mit 191,7 Hektar. 134 Hektar wurden in ein Provinzialgut umgewandelt, dieses 1947 zur Umsiedlung von Wischebauern übergeben und 1948 aufgelöst. Dabei hatten 7 Landarbeiter 90 Hektar, 7 Umsiedler 90 Hektar, 4 waldlose Bauern 3 Hektar Wald, ein landarmer Bauer 6 Hektar Land erworben. Erst im Jahre 1958 entstand die erste Landwirtschaftliche Produktionsgenossenschaft vom Typ III, die LPG „Frieden und Einheit“, 1960 dann die LPG Typ I „Heidland“. Später schlossen sich die Genossenschaften von Deqiede, Röthenberg, Polkern, Krevese, Zedau und Krumke zusammen. Es entstand eine Spezialisierung auf Tier- oder Pflanzenproduktion. Dequede wurde einer der Standorte der Zwischengenossenschaftlichen Einrichtung ZGE Schweineproduktion Ballerstedt.

### Vorgeschichte
Das Großsteingrab Dequede stammt aus der Jungsteinzeit. Eventuell besteht es aus mehreren Gräbern, die stark gestört sind.

### Fernsehturm

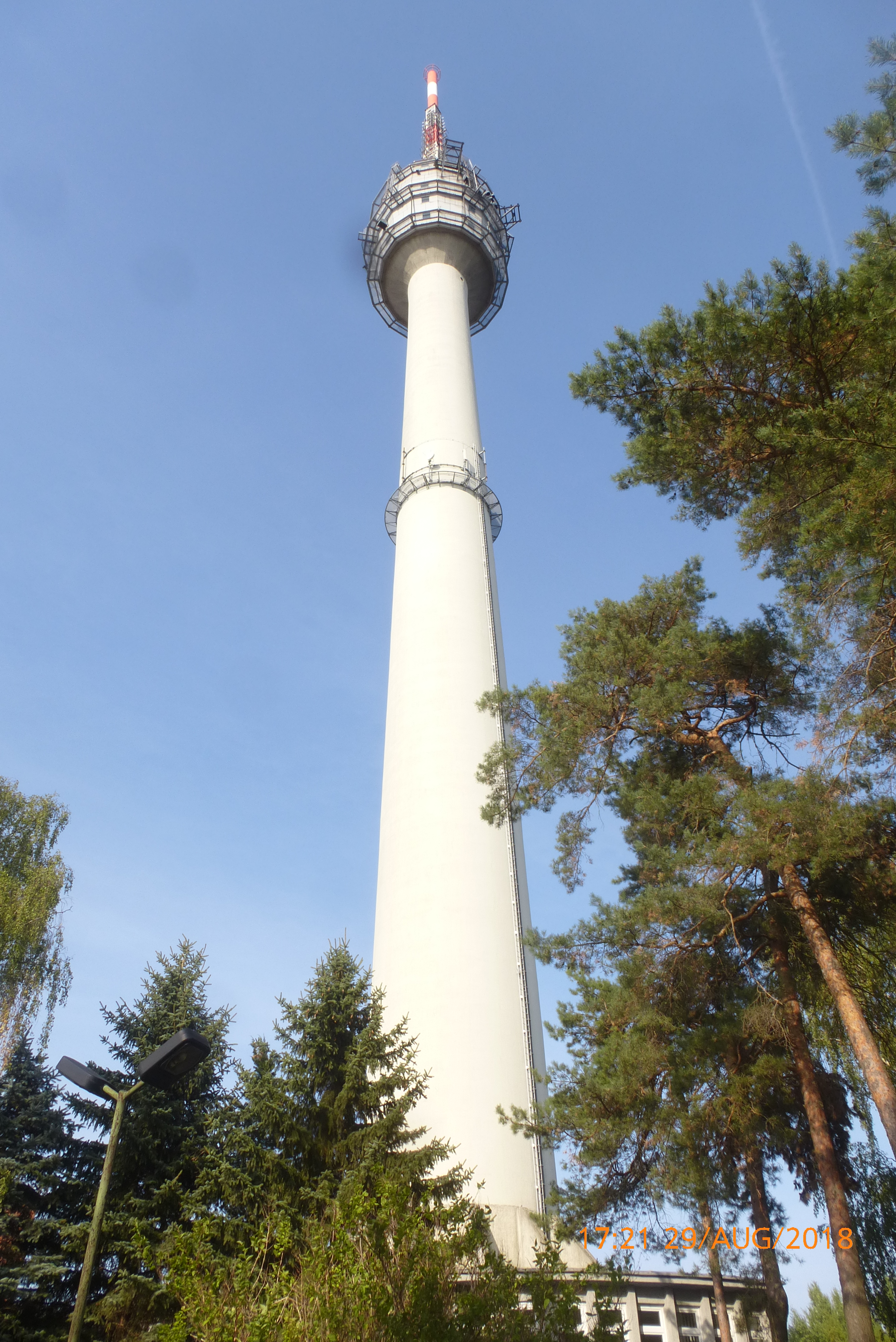
Fernsehturm Dequede

Südlich des Dorfes steht der 184,5 Meter hohe Fernsehturm Dequede. Der Turm ist nicht öffentlich zugänglich. Er wurde zwischen 1956 und 1959 als Fernseh- und Richtfunkturm errichtet. Heinz Wenisch, der 36 Jahre lang Leiter des Einrichtung war, berichtete 2014 in einem Zeitungsinterview, warum der Turm in Dequede gebaut wurde. Zu der Zeit wurde eine Betriebsstelle, also ein Sender, für das Fernseh- und UKW-Netz in der Altmark benötigt. Durch den Bau wurde der Richtfunkring von Rostock über Schwerin bis nach Berlin geschlossen. Später entstand eine grenznahe Übergabestelle für Intervision und Eurovision. Bereits in den 1980er Jahren war durch die Automatisierung eine personelle Überwachung vor Ort nicht mehr nötig. Der Turm ähnelt dem 1956 errichteten Stuttgarter Fernsehturm.

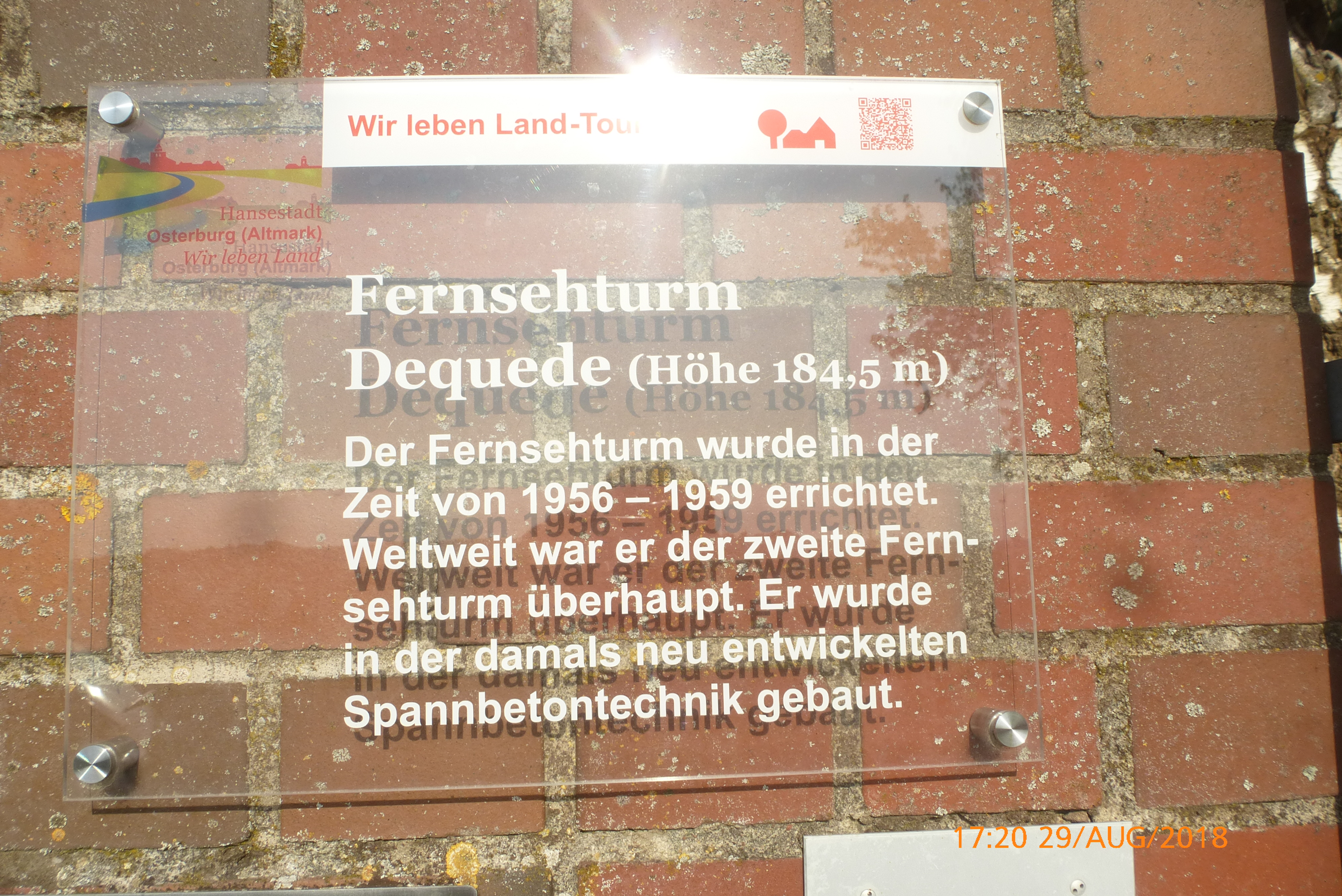
Informationstafel am Turm

In der Nähe des Fernsehturms in einem Waldstück bei Dequede bestand in den 1950er-Jahren ein Pionierferienlager.

### Eingemeindungen
Bis 1807 gehörte das Dorf zum Seehausenschen Kreis der Mark Brandenburg in der Altmark. Danach lag es bis 1810 im Kanton Bretsch auf dem Territorium des napoleonischen Königreichs Westphalen. Ab 1816 gehörte die Gemeinde zum Kreis Osterburg, dem späteren Landkreis Osterburg.
Am 30. September 1928 wurde das Vorwerk Röthenberg mit der Landgemeinde Dequede vereinigt. Röthenberg hatte davor zum Gutsbezirk Bretsch gehört.
Am 20. Juli 1950 wurde die bis dahin eigenständige Gemeinde Polkern nach Dequede eingemeindet.
Am 25. Juli 1952 wurde die Gemeinde Dequede aus dem Landkreis Osterburg in den Kreis Osterburg umgegliedert. Am 1. Februar 1974 wurde die Gemeinde Dequede in die Gemeinde Krevese eingemeindet. Zu Krevese kamen damit die Ortsteile Dequede, Röthenberg und Polkern.
Am 1. Juli 2009 erfolgte der Zusammenschluss der Gemeinde Krevese mit anderen Gemeinden zur neuen Einheitsgemeinde Hansestadt Osterburg (Altmark). Die Ortsteile Dequede, Röthenberg und Polkern kamen dadurch zur neuen Ortschaft Krevese und zur Hansestadt Osterburg (Altmark).

### Einwohnerentwicklung
| Jahr | Einwohner |
| ---- | --------- |
| 1734 | 82        |
| 1775 | 80        |
| 1789 | 89        |
| 1798 | 106       |
| 1801 | 96        |
| 1818 | 092       |

| Jahr | Einwohner |
| ---- | --------- |
| 1840 | 129       |
| 1864 | 137       |
| 1871 | 154       |
| 1885 | 163       |
| 1892 | [0]147    |
| 1895 | 155       |

| Jahr | Einwohner |
| ---- | --------- |
| 1900 | [0]141    |
| 1905 | 153       |
| 1910 | [0]156    |
| 1925 | 200       |
| 1936 | [0]185    |
| 1939 | 169       |

| Jahr | Einwohner |
| ---- | --------- |
| 1946 | 310       |
| 1964 | 368       |
| 1971 | 292       |
| 2011 | [00]063   |
| 2012 | [00]062   |
| 2018 | [00]047   |

| Jahr | Einwohner |
| ---- | --------- |
| 2019 | [00]52    |
| 2020 | [00]50    |
| 2021 | [0]50     |
| 2022 | [0]57     |
| 2023 | [0]57     |

Quelle, wenn nicht angegeben, bis 1971:

## Religion
Die evangelische Kirchengemeinde Dequede, die früher zur Pfarrei Krevese gehörte, wird heute betreut vom Pfarrbereich Kossebau im Kirchenkreis Stendal im Bischofssprengel Magdeburg der Evangelischen Kirche in Mitteldeutschland.
Die ältesten überlieferten Kirchenbücher für Dequede stammen aus dem Jahre 1801. Ältere Einträge finden sich in den Büchern von Krevese, die 1683 beginnen.
Die katholischen Christen gehören zur Pfarrei St. Anna in Stendal im Dekanat Stendal im Bistum Magdeburg.

## Kultur und Sehenswürdigkeiten

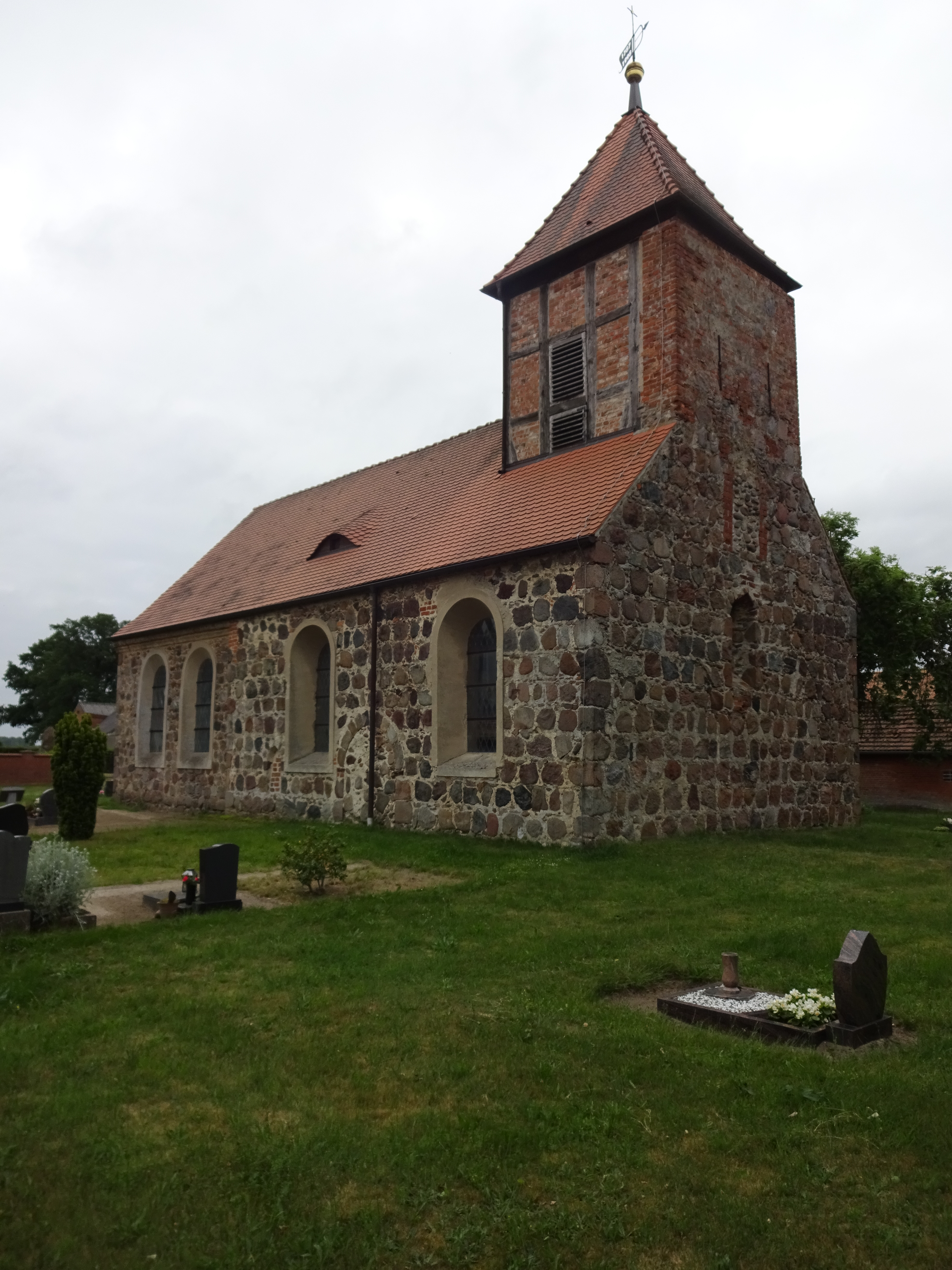
Kirche in Dequede

- Die evangelische Dorfkirche Dequede ist ein romanischer Feldsteinbau vom Ende des 12. Jahrhunderts. Sie wurde später nach Osten erweitert und ein Fachwerkturm aufgesetzt.[28]
- Der Ortsfriedhof ist auf dem Kirchhof.
- In Dequede steht am Friedhof ein Denkmal für die Gefallenen des Ersten Weltkrieges, ein Steindenkmal mit einer Metalltafel auf einem Feldsteinsockel.[29]
- Der Dorfverein Dequede-Röthenberg e. V. (DDR) organisiert Veranstaltungen u. a. im Dorfgemeinschaftshaus in Dequede.